# Novocaine (2025)
Novocaine is een Amerikaanse komische actiefilm uit 2025 geregisseerd door Dan Berk en Robert Olsen. De film ging op 14 maart 2025 in première.

## Verhaal
De film volgt Nathan Caine, een man die het vermogen heeft om geen pijn te voelen. Wanneer de vrouw van zijn dromen overvallen en vervolgens ontvoerd wordt, besluit Nathan in actie te komen en zijn unieke eigenschap goed te gebruiken in de strijd haar terug te halen.

## Rolverdeling
| acteur           | personage                |
| ---------------- | ------------------------ |
| Jack Quaid       | Nathan "Novocaine" Caine |
| Amber Midthunder | Sherry Margrave          |
| Ray Nicholson    | Simon Greenly            |
| Jacob Batalon    | Roscoe Dixon             |
| Betty Gabriel    | Mincy Langston           |
| Matt Walsh       | Coltraine Duffy          |
| Conrad Kemp      | Andre Clark              |
| Evan Hengst      | Ben Clark                |
| Craig Jackson    | Nigel                    |
| Lou Beatty jr.   | Earl                     |
| Garth Collins    | Zeno                     |

## Achtergrond
De film werd geregisseerd door Dan Berk en Robert Olsen, naar een scenario dat werd geschreven door Lars Jacobson. De muziek van de film werd gecomponeerd door Lorne Balfe en Andrew Kawczynski. De opnames van de film gingen op 8 april 2024 van start in Kaapstad, Zuid-Afrika. Hoofdrollen in de film waren weggelegd voor onder anderen Jack Quaid, Amber Midthunder, Ray Nicholson en Jacob Batalon.

## Release en ontvangst
Novocaine werd op 14 maart 2025 door distributeur Paramount Pictures in de Amerikaanse bioscopen uitgebracht. De film werd door recensenten in het algemeen positief ontvangen. Op Rotten Tomatoes heeft de film een score van 81% op basis van 202 beoordelingen. Metacritic komt op een score van 60/100, gebaseerd op 35 beoordelingen.